# Teucrium dunense
Teucrium dunense là một loài thực vật có hoa trong họ Hoa môi. Loài này được Sennen miêu tả khoa học đầu tiên năm 1925.

## Hình ảnh

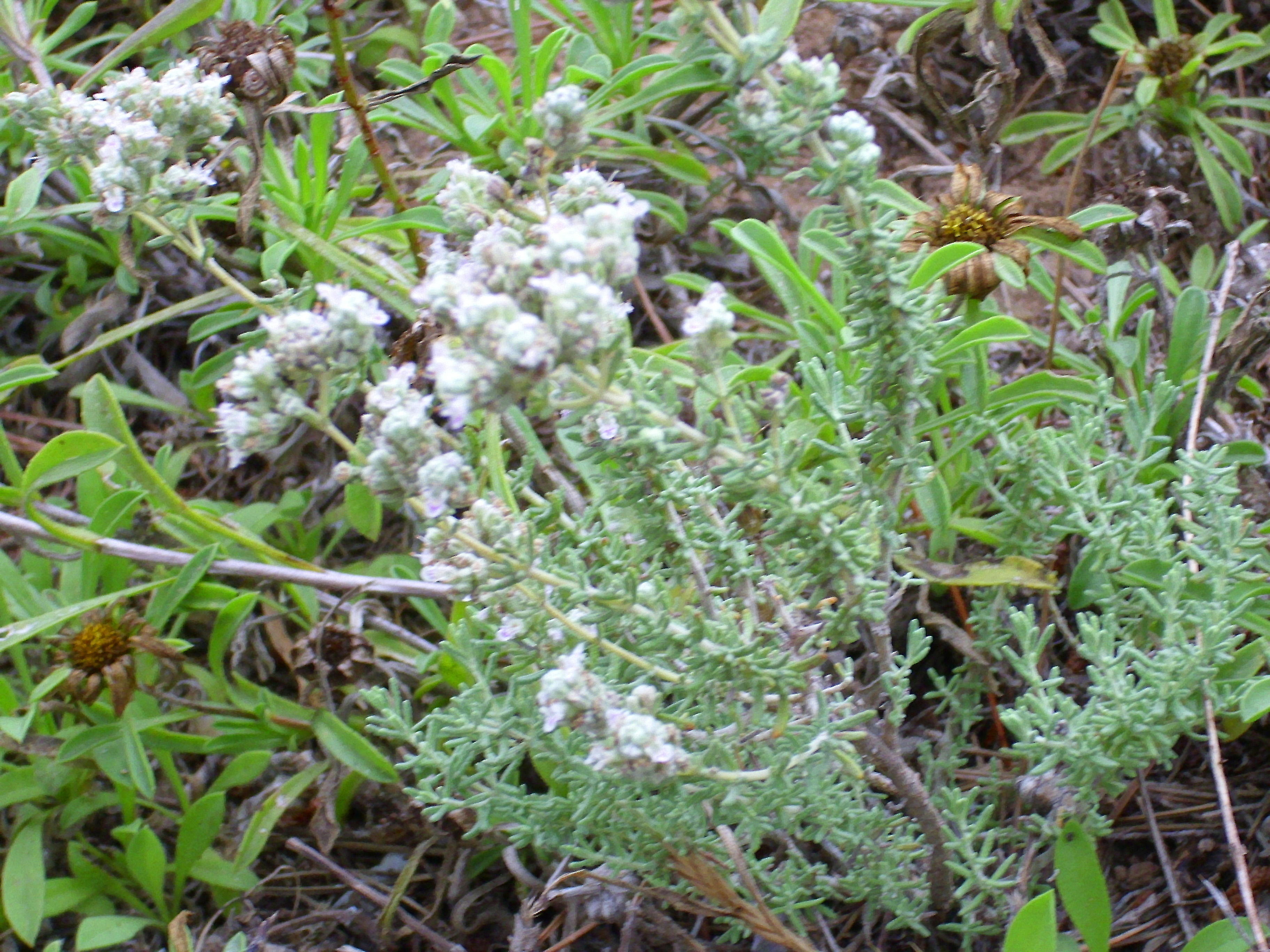